# ألبورنويدس بريسبينسيس
ألبورنويدس بريسبينسيس (بالانجليزية: Alburnoides prespensis)، ويُعرف باسم سبيرلين بريسبا، هو نوع من الأسماك العذبة ذات الزعانف الشعاعية، ينتمي إلى فصيلة ليوسيسيديا، وهي الفصيلة التي تشمل أسماك الداس والمنوة وأنواعًا أخرى قريبة.

## التوزيع
هذا النوع متوطن في منطقة البلقان، ويعيش بشكل خاص في محيط بحيرات بريسبا، التي تقع على الحدود بين اليونان وألبانيا ومقدونيا الشمالية.

## البيئة
يفضل هذا النوع من الأسماك المياه العذبة الباردة نسبيًا والمناطق الساحلية من البحيرات التي تحتوي على قيعان حصوية أو طينية، ويتغذى بشكل أساسي على الكائنات الصغيرة مثل اللافقاريات والطحالب.

## أهمية المحافظة
حتى الآن، لم يتم تقييم حالته بدقة من قبل الاتحاد الدولي لحماية الطبيعة (IUCN)، إلا أن كونه نوعًا متوطنًا يجعله عرضة للتأثر بالتغيرات البيئية أو التلوث أو المشاريع البشرية في منطقة بحيرات بريسبا.